# サン＝ポール＝ド＝サレール
サン＝ポール＝ド＝サレール （Saint-Paul-de-Salers）は、フランス、オーヴェルニュ＝ローヌ＝アルプ地域圏、カンタル県のコミューン。

## 地理
マロンヌ谷の中にあるサン＝ポールは、サレールの町のふもとに位置する。

## 人口統計
| 1962年 | 1968年 | 1975年 | 1982年 | 1990年 | 1999年 | 2006年 | 2011年 |
| ------ | ------ | ------ | ------ | ------ | ------ | ------ | ------ |
| 509    | 455    | 329    | 195    | 164    | 147    | 125    | 114    |

参照元:1999年までEHESS、2004年以降INSEE

人口の推移

## 史跡
- メゾン・ド・ル・カイル - 14世紀から18世紀。オート・ヴァレ地方独特のヴァナキュラー建築。屋根はスレート石で葺かれ、屋根の端と煙突には防風機能がついている。
- ラ・ピエール - サレールからの途上にある封建時代の集落。かつてラ・ヴェルジェ家の土地であったが1611年にラ・ファルジュ家に売却された。